# Oscar za najlepsze zdjęcia
Oscar za najlepsze zdjęcia przyznawany jest przez Amerykańską Akademię Filmową od 1928 roku dla najlepszego operatora. W latach 1939–67 przyznawano oddzielnie nagrodę za zdjęcia czarno-białe i kolorowe.

## Laureaci i nominowani

### 1920–1929
1928: Charles Rosher i Karl Struss – Wschód słońca

nominacje:
- George Barnes − Sadie Thompson, Magiczny płomień i Diabelska tancerka

1929: Clyde De Vinna – Białe cienie

nominacje:
- John F. Seitz − Królowa bez korony
- Ernest Palmer − Cztery diabły
- Arthur Edeson − W starej Arizonie
- George Barnes − Nasze roztańczone córki
- Ernest Palmer − Anioł ulicy

### 1930–1939
1930: Joseph T. Rucker i Willard Van der Veer – With Byrd at the South Pole

nominacje:
- Arthur Edeson − Na Zachodzie bez zmian
- William H. Daniels − Anna Christie
- Tony Gaudio i Harry Perry − Aniołowie piekieł
- Victor Milner − Parada miłości

1931: Floyd Crosby – Tabu

nominacje:
- Edward Cronjager − Cimarron
- Lee Garmes − Maroko
- Charles Lang − The Right to Love
- Barney McGill − Svengali

1932: Lee Garmes – Szanghaj Ekspres

nominacje:
- Ray June – Arrowsmith
- Karl Struss – Doktor Jekyll i pan Hyde

1933: Charles Lang – Pożegnanie z bronią

nominacje:
- George Folsey − Spotkanie w Wiedniu
- Karl Struss − Pod znakiem Krzyża

1934: Victor Milner – Kleopatra

nominacje:
- George Folsey − Szpieg nr 13
- Charles Rosher − Sprawa Celliniego

1935: Hal Mohr – Sen nocy letniej

nominacje:
- Gregg Toland − Nędznicy
- Victor Milner − Wyprawy krzyżowe
- Ray June − Barbary Coast

1936: Tony Gaudio – Anthony Adverse

nominacje:
- Victor Milner − Żółty skarb
- George Folsey − Tylko raz kochała

1937: Karl Freund – Ziemia błogosławiona

nominacje:
- Gregg Toland − Śmiertelny zaułek
- Joseph Valentine − Wings Over Honolulu

1938: Joseph Ruttenberg – Wielki walc

nominacje:
- James Wong Howe −  Algier
- Ernest Miller i Harry J. Wild − Army Girl
- Victor Milner − Korsarz
- Ernest Haller − Jezebel
- Joseph Valentine − Pensjonarka
- Norbert Brodine − Merrily We Live
- J. Peverell Marley − Suez
- Robert de Grasse − Blond niebezpieczeństwo
- Joseph Walker − Cieszmy się życiem
- Leon Shamroy − Młode serca

1939:

• Najlepsze zdjęcia (czarno-białe): Gregg Toland – Wichrowe wzgórza

nominacje:
- Bert Glennon – Dyliżans

• Najlepsze zdjęcia (barwne): Ernest Haller i Ray Rennahan – Przeminęło z wiatrem

nominacje:
- Sol Polito i W. Howard Greene – Prywatne życie Elżbiety i Essexa

### 1940–1949
1940:

• Najlepsze zdjęcia (czarno-białe): George Barnes – Rebeka

nominacje:
- James Wong Howe – Abe Lincoln in Illinois
- Ernest Haller – Guwernantka
- Charles Lang – Ukaż się, moja ukochana
- Harold Rosson – Gorączka nafty
- Rudolph Maté – Zagraniczny korespondent
- Tony Gaudio – List
- Gregg Toland – Długa podróż do domu
- Joseph Valentine – Spring Parade
- Joseph Ruttenberg – Pożegnalny walc

• Najlepsze zdjęcia (barwne): Georges Périnal – Złodziej z Bagdadu

nominacje:
- Oliver T. Marsh i Allen M. Davey – Bitter Sweet
- Arthur C. Miller i Ray Rennahan – Błękitny ptak
- Leon Shamroy i Ray Rennahan – Down Argentine Way
- Victor Milner i W. Howard Greene – Policja konna Północnego Zachodu
- Sidney Wagner i William V. Skall – Północno-zachodnie przejście

1941

• Najlepsze zdjęcia (czarno-białe): Arthur C. Miller – Zielona dolina

nominacje:
- Karl Freund – The Chocolate Soldier
- Gregg Toland – Obywatel Kane
- Joseph Ruttenberg – Doktor Jekyll i pan Hyde
- Joseph Walker – Awantura w zaświatach
- Leo Tover – Złote wrota
- Sol Polito – Sierżant York
- Edward Cronjager – Serenada w Dolinie Słońca
- Charles Lang – Zmierzch
- Rudolph Maté – Lady Hamilton

• Najlepsze zdjęcia (barwne): Ernest Palmer i Ray Rennahan – Krew na piasku

nominacje:
- Wilfred M. Cline, Karl Struss i William E. Snyder – Aloma of the South Seas
- William V. Skall i Leonard Smith – Billy Kid
- Karl Freund i W. Howard Greene – Kwiaty pokryte kurzem
- Bert Glennon – Załoga bombowca
- Harry Hallenberger i Ray Rennahan – Louisiana Purchase

1942:

• Najlepsze zdjęcia (czarno-białe): Joseph Ruttenberg – Pani Miniver

nominacje:
- James Wong Howe – Kings Row
- Stanley Cortez – Wspaniałość Ambersonów
- Charles G. Clarke – Nocny przypływ
- Edward Cronjager – The Pied Piper
- Rudolph Maté – Duma Jankesów
- John J. Mescall – Take a Letter, Darling
- Ted Tetzlaff – Głosy miasta
- Leon Shamroy – Ten Gentlemen from West Point
- Arthur C. Miller – This Above All

• Najlepsze zdjęcia (barwne): Leon Shamroy – Czarny łabędź

nominacje:
- Milton R. Krasner, William V. Skall i W. Howard Greene – Arabskie noce
- Sol Polito – Captains of the Clouds
- W. Howard Greene – Księga dżungli
- Victor Milner i William V. Skall – Zdradzieckie skały
- Edward Cronjager i William V. Skall – To the Shores of Tripoli

1943:

• Najlepsze zdjęcia (czarno-białe): Arthur C. Miller – Pieśń o Bernadette

nominacje:
- James Wong Howe, Elmer Dyer i Charles A. Marshall – Mściwy jastrząb
- Arthur Edeson – Casablanca
- Tony Gaudio – Corvette K-225
- John F. Seitz – Pięć grobów na drodze do Kairu
- Harry Stradling – Komedia ludzka
- Joseph Ruttenberg – Curie-Skłodowska
- James Wong Howe – Blask na wschodzie
- Rudolph Maté – Sahara
- Charles Lang – Bohaterki Pacyfiku

• Najlepsze zdjęcia (barwne): Hal Mohr i W. Howard Greene – Upiór w operze

nominacje:
- Ray Rennahan – Komu bije dzwon
- Edward Cronjager – Niebiosa mogą zaczekać
- Charles G. Clarke i Allen M. Davey – Hello, Frisco, Hello
- Leonard Smith – Lassie, wróć!
- George Folsey – Thousands Cheer

1944:

• Najlepsze zdjęcia (czarno-białe): Joseph LaShelle – Laura

nominacje:
- John F. Seitz – Podwójne ubezpieczenie
- Sidney Wagner – Smocze nasienie
- Joseph Ruttenberg – Gasnący płomień
- Lionel Lindon – Idąc moją drogą
- Glen MacWilliams – Łódź ratunkowa
- Stanley Cortez i Lee Garmes – Od kiedy cię nie ma
- Robert Surtees i Harold Rosson – 30 sekund nad Tokio
- Charles Lang – The Uninvited
- George Folsey – Białe klify w Dover(inne języki)

• Najlepsze zdjęcia (barwne): Leon Shamroy – Wilson

nominacje:
- Rudolph Maté i Allen M. Davey – Modelka
- Edward Cronjager – Home in Indiana
- Charles Rosher – Kismet
- Ray Rennahan – Lady in the Dark
- George Folsey – Spotkamy się w St. Louis

1945:

• Najlepsze zdjęcia (czarno-białe): Harry Stradling – Portret Doriana Graya

nominacje:
- Arthur C. Miller – Klucze królestwa
- John F. Seitz – Stracony weekend
- Ernest Haller – Mildred Pierce
- George Barnes – Urzeczona

• Najlepsze zdjęcia (barwne): Leon Shamroy – Zostaw ją niebiosom

nominacje:
- Robert H. Planck i Charles P. Boyle – Podnieść kotwicę
- Leonard Smith – Wielka nagroda
- Tony Gaudio i Allen M. Davey – Pamiętna pieśń
- George Barnes – The Spanish Main

1946:

• Najlepsze zdjęcia (czarno-białe): Arthur C. Miller – Anna i król Syjamu

nominacje:
- George Folsey – Zielone lata

• Najlepsze zdjęcia (barwne): Charles Rosher, Leonard Smith i Arthur Arling – Roczniak

nominacje:
- Joseph Walker – The Jolson Story

1947:

• Najlepsze zdjęcia (czarno-białe): Guy Green – Wielkie nadzieje

nominacje:
- George Folsey – Ulica zielonego delfina
- Charles Lang – Duch i pani Muir

• Najlepsze zdjęcia (barwne): Jack Cardiff – Czarny narcyz

nominacje:
- J. Peverell Marley i William V. Skall – Życie z ojcem
- Harry Jackson – Mama nosiła trykoty

1948:

• Najlepsze zdjęcia (czarno-białe): William H. Daniels – Nagie miasto

nominacje:
- Charles Lang – Sprawy zagraniczne
- Nicholas Musuraca – Pamiętam mamę
- Ted D. McCord – Johnny Belinda
- Joseph H. August – Portret Jennie (pośmiertnie)

• Najlepsze zdjęcia (barwne): Joseph Valentine, William V. Skall i Winton C. Hoch – Joanna d’Arc

nominacje:
- Charles G. Clarke – Green Grass of Wyoming
- William E. Snyder – Miłość Carmen
- Robert H. Planck – Trzej muszkieterowie

1949:

• Najlepsze zdjęcia (czarno-białe): Paul C. Vogel – Pole bitwy

nominacje:
- Franz Planer – Champion
- Joseph LaShelle – Przyjdź do stajni
- Leo Tover – Dziedziczka
- Leon Shamroy – Książę lisów

• Najlepsze zdjęcia (barwne): Winton C. Hoch – Nosiła żółtą wstążkę

nominacje:
- Harry Stradling – Przygoda na Broadwayu
- William E. Snyder – Jolson Sings Again
- Robert H. Planck i Charles Schoenbaum – Małe kobietki
- Charles G. Clarke – Sand

### 1950–1959
1950:

• Najlepsze zdjęcia (czarno-białe): Robert Krasker – Trzeci człowiek

nominacje:
- Milton R. Krasner – Wszystko o Ewie
- Harold Rosson – Asfaltowa dżungla
- Victor Milner – The Furies
- John F. Seitz – Bulwar Zachodzącego Słońca

• Najlepsze zdjęcia (barwne): Robert Surtees – Skarby króla Salomona

nominacje:
- Charles Rosher – Rekord Annie
- Ernest Palmer – Złamana strzała
- Ernest Haller – Płomień i strzała
- George Barnes – Samson i Dalila

1951:

• Najlepsze zdjęcia (czarno-białe): William C. Mellor – Miejsce pod słońcem

nominacje:
- Franz Planer – Śmierć komiwojażera
- Norbert Brodine – Płetwonurkowie
- Robert Burks – Nieznajomi z pociągu
- Harry Stradling – Tramwaj zwany pożądaniem

• Najlepsze zdjęcia (barwne): Alfred Gilks i John Alton – Amerykanin w Paryżu

nominacje:
- Leon Shamroy – Dawid i Betszeba
- Robert Surtees i William V. Skall – Quo Vadis
- Charles Rosher – Statek komediantów
- John F. Seitz i W. Howard Greene – When Worlds Collide

1952:

• Najlepsze zdjęcia (czarno-białe): Robert Surtees – Piękny i zły

nominacje:
- Russell Harlan – Bezkresne niebo
- Joseph LaShelle – Moja kuzynka Rachela
- Virgil Miller – Navajo
- Charles Lang – Nagły strach

• Najlepsze zdjęcia (barwne): Winton C. Hoch i Archie Stout – Spokojny człowiek

nominacje:
- Harry Stradling – Hans Christian Andersen
- Freddie Young – Ivanhoe
- George Folsey – Million Dollar Mermaid
- Leon Shamroy – Śniegi Kilimandżaro

1953:

• Najlepsze zdjęcia (czarno-białe): Burnett Guffey – Stąd do wieczności

nominacje:
- Hal Mohr – The Four Poster
- Joseph Ruttenberg – Juliusz Cezar
- Joseph C. Brun – Marcin Luter
- Franz Planer i Henri Alekan – Rzymskie wakacje

• Najlepsze zdjęcia (barwne): Loyal Griggs – Jeździec znikąd

nominacje:
- George Folsey – All the Brothers Were Valiant
- Edward Cronjager – Beneath the 12-Mile Reef
- Robert H. Planck – Lili
- Leon Shamroy – Tunika

1954:

• Najlepsze zdjęcia (czarno-białe): Boris Kaufman – Na nabrzeżach

nominacje:
- John F. Warren – Dziewczyna z prowincji
- George Folsey – Rada nadzorcza
- John F. Seitz – Rogue Cop
- Charles Lang – Sabrina

• Najlepsze zdjęcia (barwne): Milton R. Krasner – Trzy monety w fontannie

nominacje:
- Leon Shamroy – Egipcjanin Sinuhe
- Robert Burks – Okno na podwórze
- George Folsey – Siedem narzeczonych dla siedmiu braci
- William V. Skall – Srebrny kielich

1955:

• Najlepsze zdjęcia (czarno-białe): James Wong Howe – Tatuowana róża

nominacje:
- Russell Harlan – Szkolna dżungla
- Arthur Arling – Jutro będę płakać
- Joseph LaShelle – Marty
- Charles Lang – Queen Bee

• Najlepsze zdjęcia (barwne): Robert Burks – Złodziej w hotelu

nominacje:
- Harry Stradling – Faceci i laleczki
- Leon Shamroy – Miłość jest wspaniała
- Harold Lipstein – A Man Called Peter
- Robert Surtees – Oklahoma!

1956:

• Najlepsze zdjęcia (czarno-białe): Joseph Ruttenberg – Między linami ringu

nominacje:
- Boris Kaufman – Baby Doll
- Harold Rosson – The Bad Seed
- Burnett Guffey – Tym cięższy ich upadek
- Walter Strenge – Stagecoach to Fury

• Najlepsze zdjęcia (barwne): Lionel Lindon – W 80 dni dookoła świata

nominacje:
- Harry Stradling – Ostatnie akordy
- Leon Shamroy – Król i ja
- Loyal Griggs – Dziesięcioro przykazań
- Jack Cardiff – Wojna i pokój

Najlepsze zdjęcia:

1957: Jack Hildyard – Most na rzece Kwai

nominacje:
- Milton R. Krasner – Niezapomniany romans
- Ray June – Zabawna buzia
- William C. Mellor – Peyton Place
- Ellsworth Fredericks – Sayonara

1958:

• Najlepsze zdjęcia (czarno-białe): Sam Leavitt – Ucieczka w kajdanach

nominacje:
- Lionel Lindon – Chcę żyć!
- Daniel L. Happ – Pożądanie w cieniu wiązów
- Franz Planer – Osobne stoliki
- Joseph MacDonald – Młode lwy

• Najlepsze zdjęcia (barwne): Joseph Ruttenberg – Gigi

nominacje:
- Harry Stradling – Ciotka Mame
- William H. Daniels – Kotka na gorącym blaszanym dachu
- James Wong Howe – Stary człowiek i morze
- Leon Shamroy – Południowy Pacyfik

1959:

• Najlepsze zdjęcia (czarno-białe): William C. Mellor – Pamiętnik Anny Frank

nominacje:
- Sam Leavitt – Anatomia morderstwa
- Joseph LaShelle – Kariera
- Charles Lang – Pół żartem, pół serio
- Harry Stradling – Młodzi filadelfijczycy

• Najlepsze zdjęcia (barwne): Robert Surtees – Ben-Hur

nominacje:
- Lee Garmes – The Big Fisherman
- Daniel L. Happ – The Five Pennies
- Franz Planer – Historia zakonnicy
- Leon Shamroy – Porgy i Bess

### 1960–1969
1960:

• Najlepsze zdjęcia (czarno-białe): Freddie Francis – Synowie i kochankowie

nominacje:
- Charles Lang – The Facts of Life
- Joseph LaShelle – Garsoniera
- Ernest Laszlo – Kto sieje wiatr
- John L. Russell – Psychoza

• Najlepsze zdjęcia (barwne): Russell Metty – Spartakus

nominacje:
- William H. Clothier – Alamo
- Sam Leavitt – Exodus
- Joseph MacDonald – Pepe
- Joseph Ruttenberg i Charles Harten – Butterfield 8

1961:

• Najlepsze zdjęcia (czarno-białe): Eugen Schüfftan – Bilardzista

nominacje:
- Edward Colman – Latający profesor
- Daniel L. Fapp – Raz, dwa, trzy
- Ernest Laszlo – Wyrok w Norymberdze
- Franz Planer – Niewiniątka

• Najlepsze zdjęcia (barwne): Daniel L. Fapp – West Side Story

nominacje:
- Jack Cardiff – Fanny
- Charles Lang – Dwa oblicza zemsty
- Russell Metty – Flower Drum Song
- Harry Stradling – A Majority of One

1962:

• Najlepsze zdjęcia (czarno-białe): Jean Bourgoin i Walter Wottitz – Najdłuższy dzień

nominacje:
- Burnett Guffey – Ptasznik z Alcatraz
- Ernest Haller – Co się zdarzyło Baby Jane?
- Russell Harlan – Zabić drozda
- Ted D. McCord – Dwoje na huśtawce

• Najlepsze zdjęcia (barwne): Freddie Young – Lawrence z Arabii

nominacje:
- Russell Harlan – Hatari!
- Harry Stradling – Cyganka
- Robert Surtees – Bunt na Bounty
- Paul C. Vogel – Wspaniały świat braci Grimm

1963:

• Najlepsze zdjęcia (czarno-białe): James Wong Howe – Hud, syn farmera

nominacje:
- Lucien Ballard – The Caretakers
- George Folsey – The Balcony
- Ernest Haller – Polne lilie
- Milton R. Krasner – Romans z nieznajomym

• Najlepsze zdjęcia (barwne): Leon Shamroy – Kleopatra

nominacje:
- William H. Daniels, Milton R. Krasner, Charles Lang i Joseph LaShelle – Jak zdobywano Dziki Zachód
- Joseph LaShelle – Słodka Irma
- Ernest Laszlo – Ten szalony, szalony świat
- Leon Shamroy – Kardynał

1964:

• Najlepsze zdjęcia (czarno-białe): Walter Lassally – Grek Zorba

nominacje:
- Joseph Biroc – Nie płacz, Charlotto
- Gabriel Figueroa – Noc iguany
- Milton R. Krasner – Fate Is the Hunter
- Philip H. Lathrop – Amerykanizacja Emily

• Najlepsze zdjęcia (barwne): Harry Stradling – My Fair Lady

nominacje:
- William H. Clothier – Jesień Czejenów
- Edward Colman – Mary Poppins
- Daniel L. Fapp – Niezatapialna Molly Brown
- Geoffrey Unsworth – Becket

1965:

• Najlepsze zdjęcia (czarno-białe): Ernest Laszlo – Statek szaleńców

nominacje:
- Robert Burks – W cieniu dobrego drzewa
- Loyal Griggs – Wojna o ocean
- Burnett Guffey – Król szczurów
- Conrad L. Hall – Morituri

• Najlepsze zdjęcia (barwne): Freddie Young – Doktor Żywago

nominacje:
- Russell Harlan – Wielki wyścig
- Ted D. McCord – Dźwięki muzyki
- William C. Mellor i Loyal Griggs – Opowieść wszech czasów
- Leon Shamroy – Udręka i ekstaza

1966:

• Najlepsze zdjęcia (czarno-białe): Haskell Wexler – Kto się boi Virginii Woolf?

nominacje:
- Marcel Grignon – Czy Paryż płonie?
- Kenneth Higgins – Georgy Girl
- James Wong Howe – Twarze na sprzedaż
- Joseph LaShelle – Szczęście Harry’ego

• Najlepsze zdjęcia (barwne): Ted Moore – Oto jest głowa zdrajcy

nominacje:
- Conrad L. Hall – Zawodowcy
- Russell Harlan – Hawaje
- Ernest Laszlo – Fantastyczna podróż
- Joseph MacDonald – Ziarnka piasku

1967: Burnett Guffey – Bonnie i Clyde

nominacje:
- Conrad L. Hall – Z zimną krwią
- Richard H. Kline – Camelot
- Robert Surtees – Absolwent
- Robert Surtees – Doktor Dolittle

1968: Pasqualino De Santis – Romeo i Julia

nominacje:
- Daniel L. Fapp – Stacja arktyczna Zebra
- Ernest Laszlo – Gwiazda!
- Oswald Morris – Oliver!
- Harry Stradling – Zabawna dziewczyna

1969: Conrad L. Hall – Butch Cassidy i Sundance Kid

nominacje:
- Daniel L. Fapp – Uwięzieni w kosmosie
- Arthur Ibbetson – Anna tysiąca dni
- Charles Lang – Bob i Ted i Alice i Carol
- Harry Stradling – Hello, Dolly! (pośmiertnie)

### 1970–1979
1970: Freddie Young – Córka Ryana

nominacje:
- Osami Furuya, Sinsaku Himeda, Masamichi Satoh i Charles F. Wheeler – Tora! Tora! Tora!
- Fred J. Koenekamp – Patton
- Ernest Laszlo – Port lotniczy
- Billy Williams – Zakochane kobiety

1971: Oswald Morris – Skrzypek na dachu

nominacje:
- Owen Roizman – Francuski łącznik
- Robert Surtees – Ostatni seans filmowy
- Robert Surtees – Lato roku 1942
- Freddie Young – Mikołaj i Aleksandra

1972: Geoffrey Unsworth – Kabaret

nominacje:
- Charles Lang – Motyle są wolne
- Douglas Slocombe – Podróże z moją ciotką
- Harold E. Stine – Tragedia „Posejdona”
- Harry Stradling Jr. – 1776

1973: Sven Nykvist – Szepty i krzyki

nominacje:
- Jack Couffer – Jonathan Livingston Seagull
- Owen Roizman – Egzorcysta
- Harry Stradling Jr. – Tacy byliśmy
- Robert Surtees – Żądło

1974: Fred J. Koenekamp i Joseph Biroc – Płonący wieżowiec

nominacje:
- John A. Alonzo – Chinatown
- Philip Lathrop – Trzęsięnie ziemi
- Bruce Surtees – Lenny
- Geoffrey Unsworth – Morderstwo w Orient Expressie

1975: John Alcott – Barry Lyndon

nominacje:
- Conrad L. Hall – Dzień szarańczy
- James Wong Howe – Zabawna dama
- Robert Surtees – Hindenburg
- Haskell Wexler i Bill Butler – Lot nad kukułczym gniazdem

1976: Haskell Wexler – By nie pełzać na kolanach

nominacje:
- Richard H. Kline – King Kong
- Ernest Laszlo – Ucieczka Logana
- Owen Roizman – Sieć
- Robert Surtees – Narodziny gwiazdy

1977: Vilmos Zsigmond – Bliskie spotkania trzeciego stopnia

nominacje:
- William A. Fraker – W poszukiwaniu idealnego kochanka
- Fred J. Koenekamp – Wyspy na Golfsztromie
- Douglas Slocombe – Julia
- Robert Surtees – Punkt zwrotny

1978: Néstor Almendros – Niebiańskie dni

nominacje:
- William A. Fraker – Niebiosa mogą zaczekać
- Oswald Morris – Czarnoksiężnik z krainy Oz
- Robert Surtees – Za rok o tej samej porze
- Vilmos Zsigmond – Łowca jeleni

1979: Vittorio Storaro – Czas apokalipsy

nominacje:
- Néstor Almendros – Sprawa Kramerów
- William A. Fraker – 1941
- Frank Phillips – Czarna dziura
- Giuseppe Rotunno – Cały ten zgiełk

### 1980–1989
1980: Geoffrey Unsworth (pośmiertnie) i Ghislain Cloquet – Tess

nominacje:
- Néstor Almendros – Błękitna laguna
- Ralf D. Bode – Córka górnika
- Michael Chapman – Wściekły Byk
- James Crabe – Wzór

1981: Vittorio Storaro – Czerwoni

nominacje:
- Miroslav Ondříček – Ragtime
- Douglas Slocombe – Poszukiwacze zaginionej Arki
- Alex Thomson – Excalibur
- Billy Williams – Nad złotym stawem

1982: Billy Williams i Ronnie Taylor – Gandhi

nominacje:
- Néstor Almendros – Wybór Zofii
- Allen Daviau – E.T.
- Owen Roizman – Tootsie
- Jost Vacano – Okręt

1983: Sven Nykvist – Fanny i Aleksander

nominacje:
- Caleb Deschanel – Pierwszy krok w kosmos
- William A. Fraker – Gry wojenne
- Don Peterman – Flashdance
- Gordon Willis – Zelig

1984: Chris Menges – Pola śmierci

nominacje:
- Ernest Day – Podróż do Indii
- Caleb Deschanel – Urodzony sportowiec
- Miroslav Ondříček – Amadeusz
- Vilmos Zsigmond – Rzeka

1985: David Watkin – Pożegnanie z Afryką

nominacje:
- Allen Daviau – Kolor purpury
- Stephen A. Fraker – Romans Murphy’ego
- Takao Saito, Masaharu Ueda i Asakazu Nakai – Ran
- John Seale – Świadek

1986: Chris Menges – Misja

nominacje:
- Jordan Cronenweth – Peggy Sue wyszła za mąż
- Don Peterman – Star Trek IV: Powrót na Ziemię
- Tony Pierce-Roberts – Pokój z widokiem
- Robert Richardson – Pluton

1987: Vittorio Storaro – Ostatni cesarz

nominacje:
- Michael Ballhaus – Telepasja
- Allen Daviau – Imperium słońca
- Philippe Rousselot – Nadzieja i chwała
- Haskell Wexler – W szachu

1988: Peter Biziou – Missisipi w ogniu

nominacje:
- Dean Cundey – Kto wrobił królika Rogera?
- Conrad L. Hall – Tequila Sunrise
- Sven Nykvist – Nieznośna lekkość bytu
- John Seale – Rain Man

1989: Freddie Francis – Chwała

nominacje:
- Michael Ballhaus – Wspaniali bracia Baker
- Robert Richardson – Urodzony 4 lipca
- Mikael Salomon – Otchłań
- Haskell Wexler – Blaze

### 1990–1999
1990: Dean Semler – Tańczący z wilkami

nominacje:
- Allen Daviau – Avalon
- Philippe Rousselot – Henry i June
- Vittorio Storaro – Dick Tracy
- Gordon Willis – Ojciec chrzestny III

1991: Robert Richardson – JFK

nominacje:
- Adrian Biddle – Thelma i Louise
- Allen Daviau – Bugsy
- Stephen Goldblatt – Książę przypływów
- Adam Greenberg – Terminator 2: Dzień sądu

1992: Philippe Rousselot – Rzeka wspomnień

nominacje:
- Stephen H. Burum – Hoffa
- Robert Fraisse – Kochanek
- Jack N. Green – Bez przebaczenia
- Tony Pierce-Roberts – Powrót do Howards End

1993: Janusz Kamiński – Lista Schindlera

nominacje:
- Michael Chapman – Ścigany
- Stuart Dryburgh – Fortepian
- Gu Changwei – Żegnaj, moja konkubino
- Conrad L. Hall – Szachowe dzieciństwo

1994: John Toll – Wichry namiętności

nominacje:
- Don Burgess – Forrest Gump
- Roger Deakins – Skazani na Shawshank
- Piotr Sobociński – Trzy kolory. Czerwony
- Owen Roizman – Wyatt Earp

1995: John Toll – Braveheart. Waleczne serce

nominacje:
- Michael Coulter – Rozważna i romantyczna
- Stephen Goldblatt – Batman Forever
- Emmanuel Lubezki – Mała księżniczka
- Lü Yue – Szanghajska triada

1996: John Seale – Angielski pacjent

nominacje:
- Roger Deakins – Fargo
- Caleb Deschanel – Droga do domu
- Darius Khondji – Evita
- Chris Menges – Michael Collins

1997: Russell Carpenter – Titanic

nominacje:
- Roger Deakins – Kundun – życie Dalaj Lamy
- Janusz Kamiński – Amistad
- Dante Spinotti – Tajemnice Los Angeles
- Eduardo Serra – Miłość i śmierć w Wenecji

1998: Janusz Kamiński – Szeregowiec Ryan

nominacje:
- Remi Adefarasin – Elizabeth
- Richard Greatrex – Zakochany Szekspir
- Conrad L. Hall – Adwokat
- John Toll – Cienka czerwona linia

1999: Conrad L. Hall – American Beauty

nominacje:
- Dante Spinotti – Informator
- Emmanuel Lubezki – Jeździec bez głowy
- Roger Pratt – Koniec romansu
- Robert Richardson – Cedry pod śniegiem

### 2000–2009
2000: Peter Pau – Przyczajony tygrys, ukryty smok

nominacje:
- Roger Deakins – Bracie, gdzie jesteś?
- Caleb Deschanel – Patriota
- Lajos Koltai – Malena
- John Mathieson – Gladiator

2001: Andrew Lesnie – Władca Pierścieni: Drużyna Pierścienia

nominacje:
- Roger Deakins – Człowiek którego nie było
- Bruno Delbonnel – Amelia
- Sławomir Idziak – Helikopter w ogniu
- Donald M. McAlpine – Moulin Rouge!

2002: Conrad L. Hall – Droga do zatracenia (przyznany pośmiertnie)

nominacje:
- Michael Ballhaus – Gangi Nowego Jorku
- Dion Beebe – Chicago
- Paweł Edelman – Pianista
- Edward Lachman – Daleko od nieba

2003: Russell Boyd – Pan i władca: Na krańcu świata

nominacje:
- César Charlone – Miasto Boga
- John Seale – Wzgórze nadziei
- Eduardo Serra – Dziewczyna z perłą
- John Schwartzman – Niepokonany Seabiscuit

2004: Robert Richardson – Aviator

nominacje:
- Bruno Delbonnel – Bardzo długie zaręczyny
- Caleb Deschanel – Pasja
- John Mathieson – Upiór w operze
- Zhao Xiaoding – Dom latających sztyletów

2005: Dion Beebe – Wyznania gejszy

nominacje:
- Robert Elswit – Good Night and Good Luck
- Emmanuel Lubezki – Podróż do Nowej Ziemi
- Wally Pfister – Batman: Początek
- Rodrigo Prieto – Tajemnica Brokeback Mountain

2006: Guillermo Navarro – Labirynt fauna

nominacje:
- Emmanuel Lubezki – Ludzkie dzieci
- Wally Pfister – Prestiż
- Dick Pope – Iluzjonista
- Vilmos Zsigmond – Czarna Dalia

2007: Robert Elswit – Aż poleje się krew

nominacje:
- Roger Deakins – To nie jest kraj dla starych ludzi
- Roger Deakins – Zabójstwo Jesse’ego Jamesa przez tchórzliwego Roberta Forda
- Janusz Kamiński – Motyl i skafander
- Seamus McGarvey – Pokuta

2008: Anthony Dod Mantle – Slumdog. Milioner z ulicy

nominacje:
- Tom Stern – Oszukana
- Claudio Miranda – Ciekawy przypadek Benjamina Buttona
- Wally Pfister – Mroczny Rycerz
- Roger Deakins i Chris Menges – Lektor

2009: Mauro Fiore – Avatar

nominacje:
- Robert Richardson – Bękarty wojny
- Christian Berger – Biała wstążka
- Barry Ackroyd – The Hurt Locker. W pułapce wojny
- Bruno Delbonnel – Harry Potter i Książę Półkrwi

### 2010–2019
2010: Wally Pfister – Incepcja

nominacje:
- Matthew Libatique – Czarny łabędź
- Danny Cohen – Jak zostać królem
- Jeff Cronenweth – The Social Network
- Roger Deakins – Prawdziwe męstwo

2011: Robert Richardson – Hugo i jego wynalazek 

nominacje:
- Guillaume Schiffman – Artysta
- Jeff Cronenweth – Dziewczyna z tatuażem
- Emmanuel Lubezki – Drzewo życia
- Janusz Kamiński – Czas wojny

2012: Claudio Miranda – Życie Pi

nominacje:
- Seamus McGarvey – Anna Karenina
- Robert Richardson – Django
- Janusz Kamiński – Lincoln
- Roger Deakins – Skyfall

2013: Emmanuel Lubezki – Grawitacja

nominacje:
- Bruno Delbonnel – Co jest grane, Davis?
- Roger Deakins – Labirynt
- Phedon Papamichael – Nebraska
- Philippe Le Sourd – Wielki mistrz

2014: Emmanuel Lubezki − Birdman

nominacje:
- Robert D. Yeoman – Grand Budapest Hotel
- Łukasz Żal i Ryszard Lenczewski – Ida
- Dick Pope – Pan Turner
- Roger Deakins − Niezłomny

2015: Emmanuel Lubezki − Zjawa

nominacje:
- Edward Lachman − Carol
- Robert Richardson − Nienawistna ósemka
- Roger Deakins − Sicario
- John Seale − Mad Max: Na drodze gniewu

2016: Linus Sandgren − La La land

nominacje:
- Greig Fraser − Lion. Droga do domu
- Rodrigo Prieto − Milczenie
- James Laxton − Moonlight
- Bradford Young − Nowy początek

2017: Roger Deakins − Blade Runner 2049

nominacje:
- Bruno Delbonnel − Czas mroku
- Hoyte van Hoytema − Dunkierka
- Rachel Morrison − Mudbound
- Dan Laustsen − Kształt wody

2018: Alfonso Cuarón − Roma

nominacje:
- Łukasz Żal − Zimna wojna
- Robbie Ryan − Faworyta
- Matthew Libatique − Narodziny gwiazdy
- Caleb Deschanel − Obrazy bez autora

2019: Roger Deakins − 1917

nominacje:
- Rodrigo Prieto − Irlandczyk
- Robert Richardson − Pewnego razu... w Hollywood
- Lawrence Sher − Joker
- Jarin Blaschke − Lighthouse

### 2020–2029
2020: Erik Messerschmidt – Mank

nominacje:
- Sean Bobbitt – Judasz i Czarny Mesjasz
- Joshua James Richards – Nomadland
- Dariusz Wolski – Nowiny ze świata
- Phedon Papamichael – Proces Siódemki z Chicago

2021: Greig Fraser – Diuna

nominacje:
- Ari Wegner – Psie pazury
- Bruno Delbonnel – Tragedia Makbeta
- Janusz Kamiński – West Side Story
- Dan Laustsen – Zaułek koszmarów

2022: James Friend – Na Zachodzie bez zmian 
nominacje:
- Darius Khondji – Bardo, fałszywa kronika garści prawd
- Mandy Walker – Elvis 
- Roger Deakins – Imperium światła
- Florian Hoffmeister –Tár 

2023: Hoyte van Hoytema  – Oppenheimer
nominacje:
- Robbie Ryan – Biedne istoty
- Rodrigo Prieto – Czas krwawego księżyca
- Edward Lachman – Hrabia
- Matthew Libatique – Maestro